# Ferujol
Ferujol es un compuesto en la familia de la cumarina, aislado a partir de Ferula jaeschkeana.
Se informó de que la eficacia anticonceptiva cuando se administra a ratas hembras 1-5 días después del coito.